# Дирин, Пётр Петрович
Пётр Петро́вич Ди́рин (24 августа [5 сентября] 1851 — после 1917) — штабс-капитан (в отставке) русской армии, участник Русско-турецкой войны (1877—1878). Военный историк.
В гражданской службе — тайный советник, старший чиновник Собственной Его Императорского Величества канцелярии.

## Биография
Происходил из дворян Санкт-Петербургской губернии. Православного вероисповедания. Обучался в Императорском училище правоведения (выпущен из 4-го класса).
8 октября 1870 года вступил в службу в лейб-гвардии Семёновский полк рядовым на правах вольноопределяющихся. 1 октября 1871 года был произведён в унтер-офицеры, 18 июня 1871 — в портупей-юнкеры. 9 июля 1872 года был произведён в офицерский чин прапорщика, 4 апреля 1876 — в подпоручики, 30 августа 1877 — в поручики.
Во время Русско-турецкой войны 1877—1878 годов в составе полка находился на балканском театре военных действий. Участвовал в осаде Плевны, битве при Горном Дубняке и других военных операциях.
Во время коронации Александра III 15 мая 1883 года находился в составе войск, собранных в Москве и её окрестностях. 8 апреля 1884 года был произведён в штабс-капитаны.
7 июля 1884 года Дирин подал прошение об увольнении со службы по домашним обстоятельствам и 26 августа того же года был уволен для определения к статским делам с переименованием в соответствующий гражданский чин коллежского асессора. По состоянию на 1898 год — чиновник для исполнения казначейских и экзекуторских обязанностей в Инспекторском отделе Собственной Его Императорского Величества канцелярии и в то же время — классный воспитатель Императорского училища правоведения. С 1 апреля 1901 года — действительный статский советник, а с 6 декабря 1912 — тайный советник. По состоянию на 1 сентября 1915 года — старший чиновник Собственной Е.И.В. канцелярии.

## Награды
Ордена

Российские
- Орден Святой Анны 4-й степени с надписью «за храбрость» (31 марта 1878) — за отличие в делах против турок при занятии Правецких высот 10 и 11 ноября 1877 г.
- Орден Святого Станислава 3-й степени (15 мая 1883) — за отлично усердную службу.
- Орден Святого Станислава 2-й степени (1896)
- Орден Святой Анны 2-й степени (1898)
- Орден Святого Владимира 3-й степени (1904)
- Орден Святого Станислава 1-й степени (1906)
- Орден Святой Анны 1-й степени (1910)

Иностранные
- Железный крест «За переход через Дунай» (Румыния, 1878)
- Орден князя Даниила I 4-й степени (Черногория, 1883)
- Орден Красного орла 4-й степени (Пруссия, 1884)
- Орден «Святой Александр» 5-й степени (Болгария)

Знак отличия
- Знак отличия беспорочной службы XL лет

Медали
- Светло-бронзовая медаль «В память русско-турецкой войны 1877—1878»
- Тёмно-бронзовая медаль «В память коронации императора Александра III»
- Медаль «В память царствования императора Александра III»
- Медаль «В память 100-летия Отечественной войны 1812 года»
- Медаль «В память 300-летия царствования дома Романовых»
- Медаль Красного Креста «В память русско-японской войны»
- Знак в память 100-летия Собственной Е.И.В. Канцелярии